# Panton (Vermont)
Panton es un pueblo ubicado en el condado de Addison en el estado estadounidense de Vermont. En el año 2010 tenía una población de 677 habitantes y una densidad poblacional de 11,88 personas por km².

## Geografía
Panton se encuentra ubicado en las coordenadas 44°8′35″N 73°19′8″O / 44.14306, -73.31889.

## Demografía
Según la Oficina del Censo en 2000 los ingresos medios por hogar en la localidad eran de $46,184 y los ingresos medios por familia eran $49,375. Los hombres tenían unos ingresos medios de $28,750 frente a los $24,375 para las mujeres. La renta per cápita para la localidad era de $20,586. Alrededor del 8% de la población estaban por debajo del umbral de pobreza.